# Джироламо Кассар

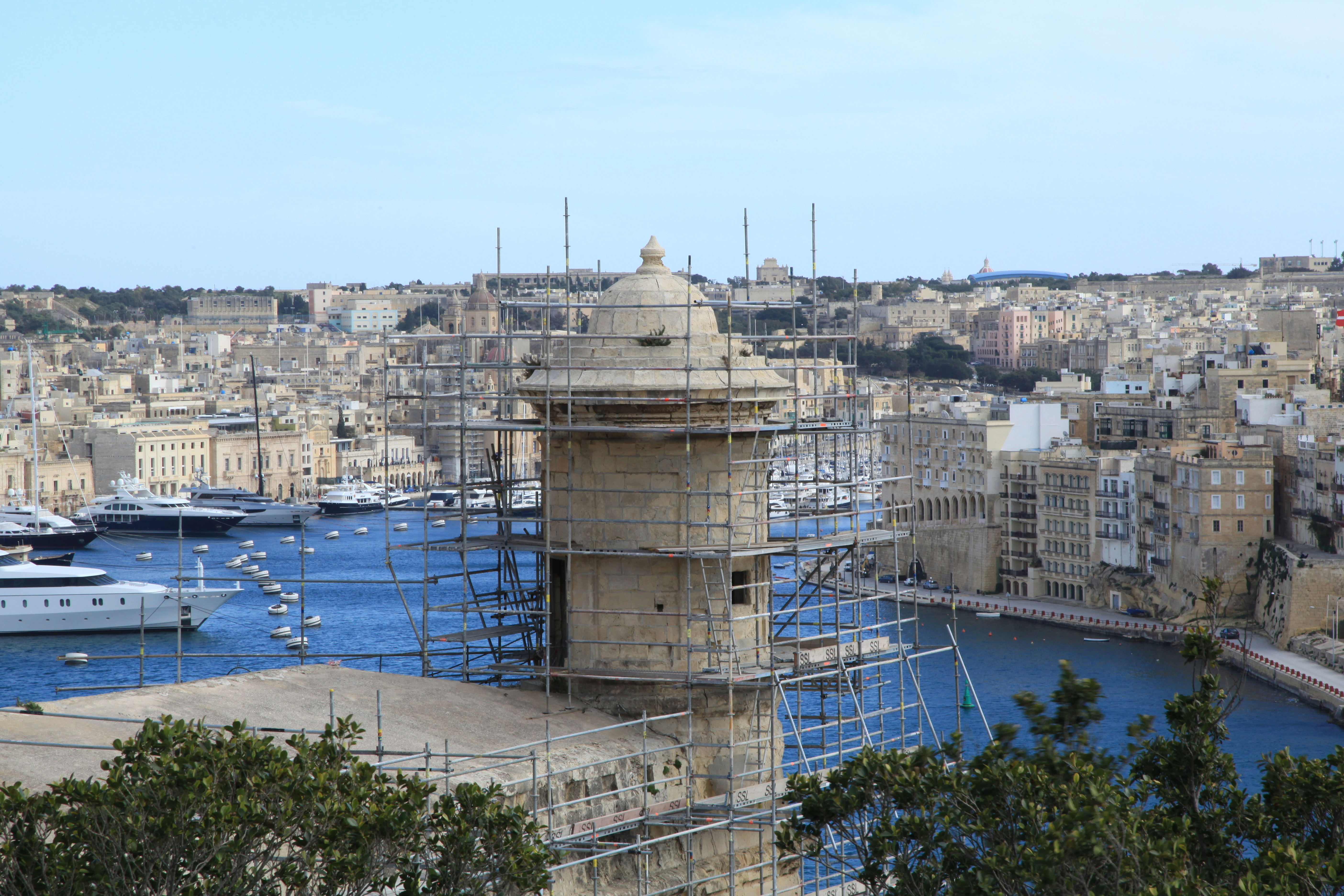
Архітектурні пам'ятки Кассара

Джироламо Кассар (мальт. Girolamo Cassar; 1520, Біргу, Мальта — 1592, Валетта, Мальта) — мальтійський архітектор і військовий інженер, за проєктами якого було побудовано багато будівель в місті Ла-Валлетта, яка нині є столицею Мальти.

## Біографія
Народився, найімовірніше, у мальтійському місті Біргу, (хоча можливо, що його місцем народження є Гірджа). Сім'я емігрувала з Сицилії приблизно в 1440 році. Джироламо брав участь в битві біля острова Джерба в 1560 році. У 1565 році під час Великої облоги Мальти, коли острів був блокований силами Османської імперії, працював під керівництвом архітектора Франческо Лапареллі. Під керівництвом Кассара були відновлені укріплення, які були зруйновані під час ворожих атак. Також було побудовано кілька бойових машин. Після облоги госпітальєри вирішили звести нову столицю у вигляді укріпленого міста в північно-східній частині півострова Скіберрас.
Родина Кассарів була достатньо заможною. Джироламо Кассар був одружений з Маттеєю Кассар і вони мали щонайменше двох рабів. Родина жила в будинку, розташованому між вулицями Святої Урсули та Меліти у Валлетті.
Дата та обставини смерті Кассара не зафіксовані. Вважається, що він загинув близько 1592 року у Валлетті. Його поховали в церкві Порту Сальво.
Після незалежності Мальти в 1964 році дорога, що веде від Флоріани до площі Кастилії у Валлетті, була перейменована на проспект Жироламо Кассар.

## Творчість
Джироламо Кассар опікувався плануванням і будівництвом міста. У 1569 році, коли Лапареллі покинув Мальту, став головним архітектором проєкту. До цього часу будівництво укріплень міста було майже завершено. Велика частина роботи Кассара стосувалася зведення громадських будівель. Проте через відсутність у нього досвіду в проєктуванні та будівництві світських і культових будівель лицарі вирішили відправити його в Італію, де він міг би набути таких знань. Він також став архітектором і інженером ордену, спроектував багато громадських, культових та приватних споруд у місті, включаючи палац гросмейстера, сім оригінальних бурштинів та монастирську церкву святого Іоанна (нині відому як собор святого Іоанна). Кассар також спроектував кілька будівель за межами столиці, зокрема, палац Вердала в Бускетті. Йому також приписується оригінальний дизайн інфрамерії Сакра.

## Спадщина
Багато будівель Кассара були перероблені або знесені між 17 і 20 століттями. Дуже мало його споруд досі зберігають первісний дизайн. Єдиний бурштин у Валлетті, що зберігає фасад Кассара, — Auberge d'Aragon, єдиною переробкою є портик, який був доданий до головного дверей у 19 столітті. Інші будівлі, що зберігають зовнішній дизайн Кассара — собор святого Іоанна у Валлетті та церква святого Марка в Рабаті, хоча їх інтер'єри з часом були змінені. [6]Чимало проєктів здійснив у інших містах Мальти:
- Реконструкція Біргу та Сенглеа (1560-ті роки)
- Церква Святого Марка, Рабат (1571–88)
- Замок Вердала (1586)
- Жіночий монастир святого Августина, Рабат (1588)
- Жіночий монастир святого Франциска, Рабат (1588)
- Монастир капуцинів, Флоріана (1586)
- Церква святої Катерини Італійської (Валетта)
- Бастіон святого Якова

## Особисте життя
Джироламо Кассар був одружений з Маттеєю Кассар, і вони мали п'ятеро дітей:
- Вітторіо Кассар, син, улюблений і головний спадкоємець. Він також став архітектором і змінив свого батька на посаді інженера-резидента ордена.
- Габріеле Кассар, яка також була на службі в ордені
- Марієтітіна Кассар, яка вийшла заміж за Наталя Рікза
- Баттістіна Кассар, яка вийшла заміж за Антоніо Хабелу
- Катеринела Кассар, яка вийшла заміж за Амброжіо Пейса